# Casa Presidencial de El Salvador
La Casa Presidencial de El Salvador es la sede principal del Presidente de la República. Se encuentra ubicada en la ciudad capital de El Salvador en las instalaciones del antiguo Country Club, que posteriormente albergó al Ministerio de Relaciones Exteriores. No es utilizada como residencia del presidente y su familia.

## Historia

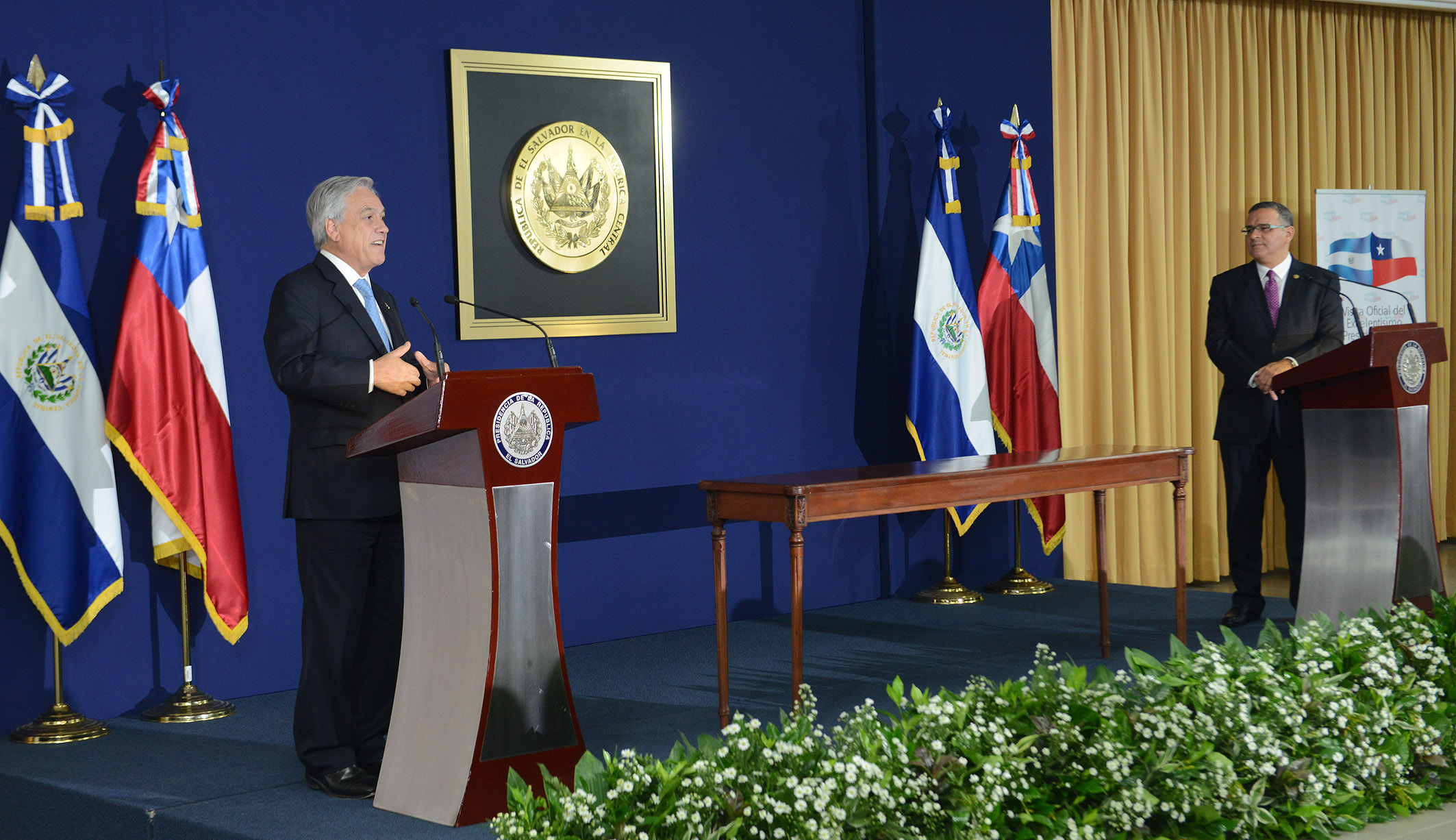
Sebastián Piñera y Mauricio Funes en Casa Presidencial 2013

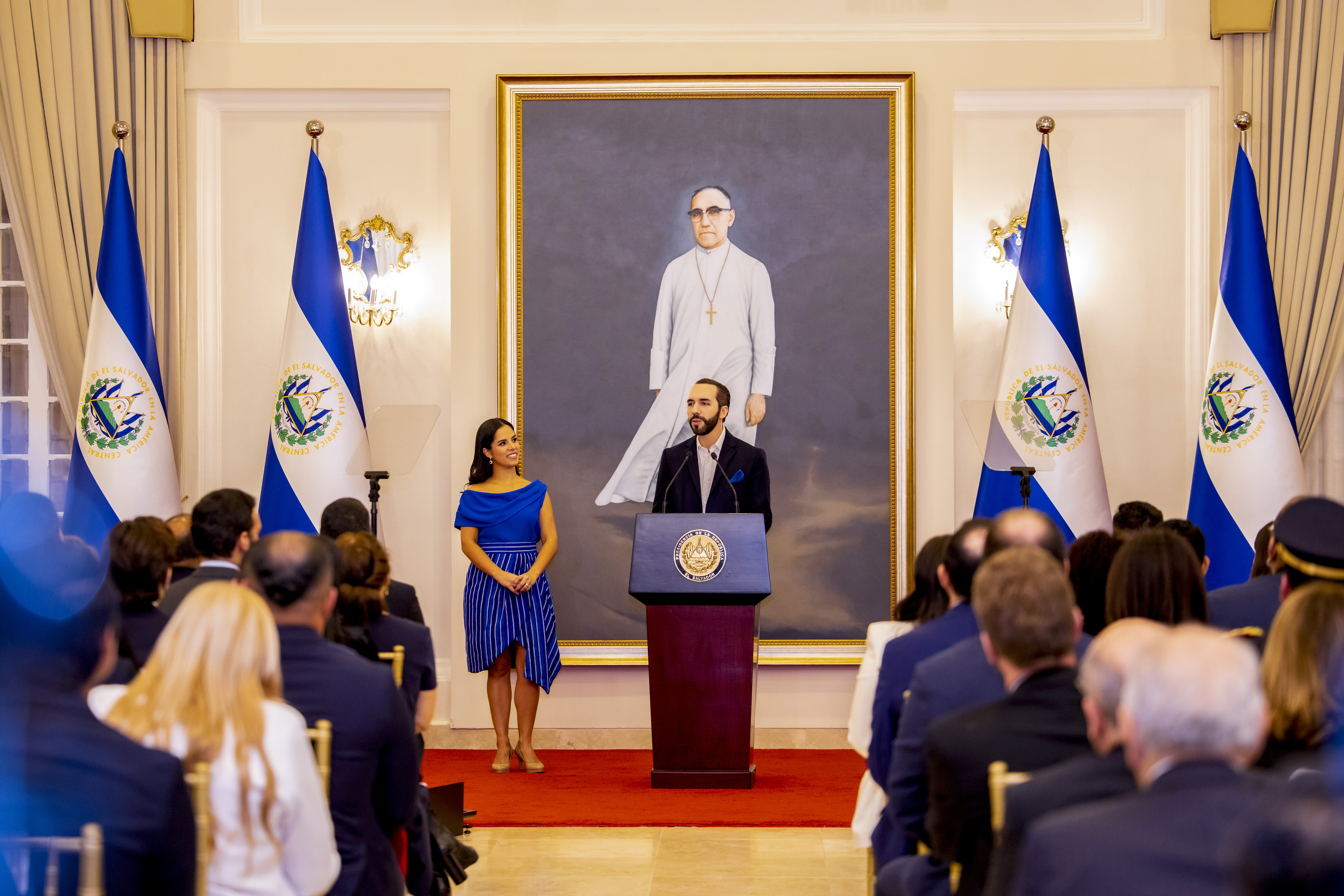
Nayib Bukele en CAPRES (Circa 2022)

El inmueble fue construido por el ingeniero civil y arquitecto Daniel Domínguez Párraga, e inaugurado el 4 de julio de 1926 como El Salvador Country Club con una cena de gala presidida por el presidente Alfonso Quiñónez Molina. Funcionaba como un centro social para la clase pudiente del país, por lo que era utilizado para fiestas y recepciones, así como banquetes oficiales.

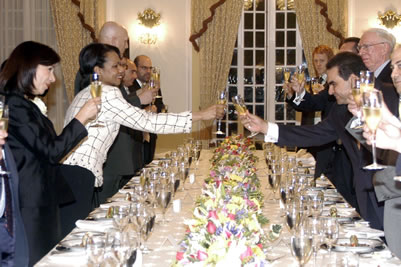
Delegación Norte Americana y el presidente Elías Antonio Saca.

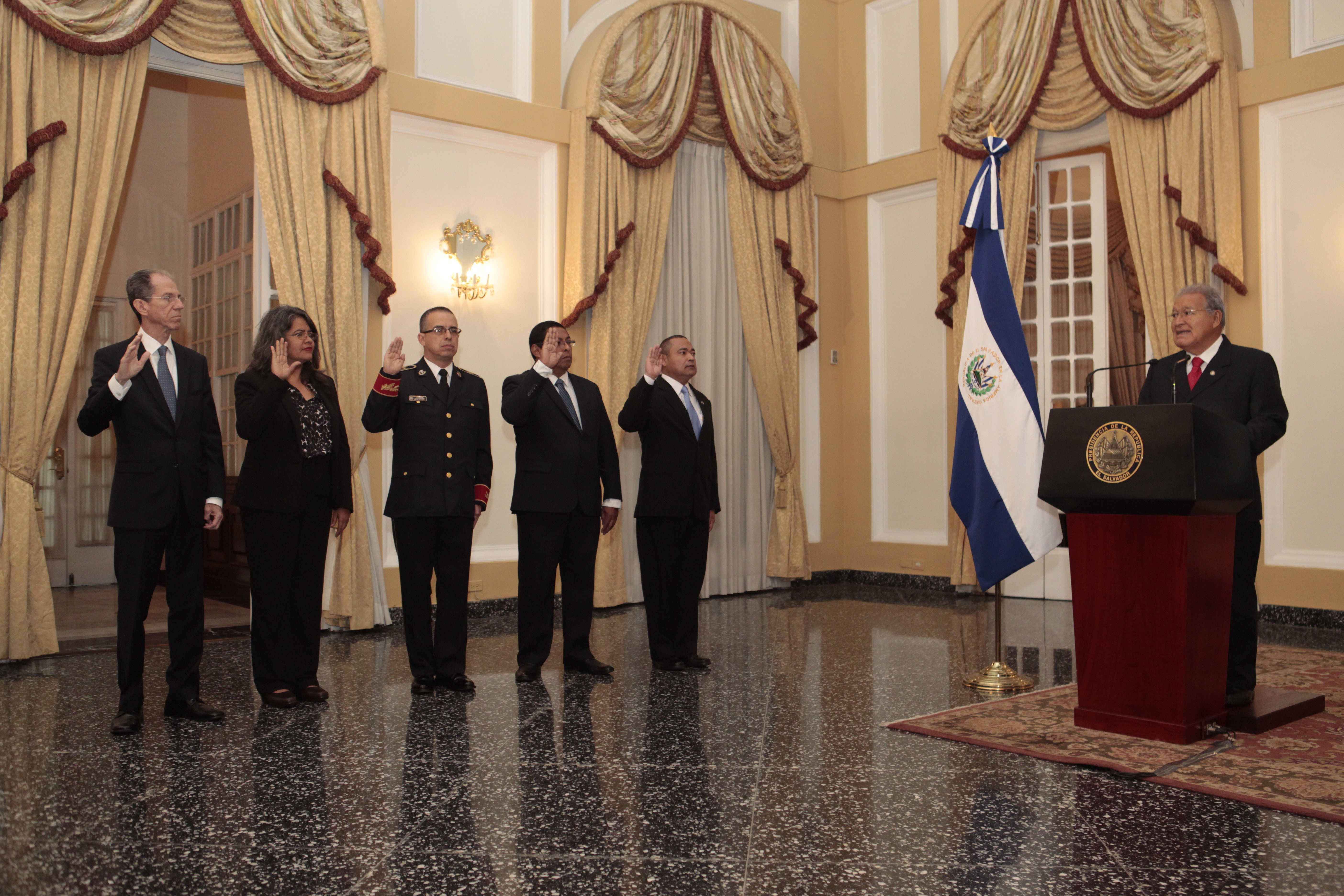
Interior del Salón de Honor de Casa Presidencial durante una juramentacion de funcionarios del gabinete del gobierno salvadoreño.

Para el año 1953 pasó a manos del Estado, ya que la asociación privada que lo administraba dejó expirar el contrato. Tras ser sometido a remodelaciones, albergó al Ministerio de Relaciones Exteriores hasta el 2001. Ese año el país sufrió el azote de dos terremotos que acabaron dañando la antigua Casa Presidencial del Barrio San Jacinto, por lo que el presidente Francisco Flores decidió su traslado a este edificio.
La Casa Presidencial es de diseño Neoclásico y se encuentra construida con cemento armado; destacan cuatro estatuas de mármol de estilo clásico, las cuales fueron importadas desde Italia el año 1900.

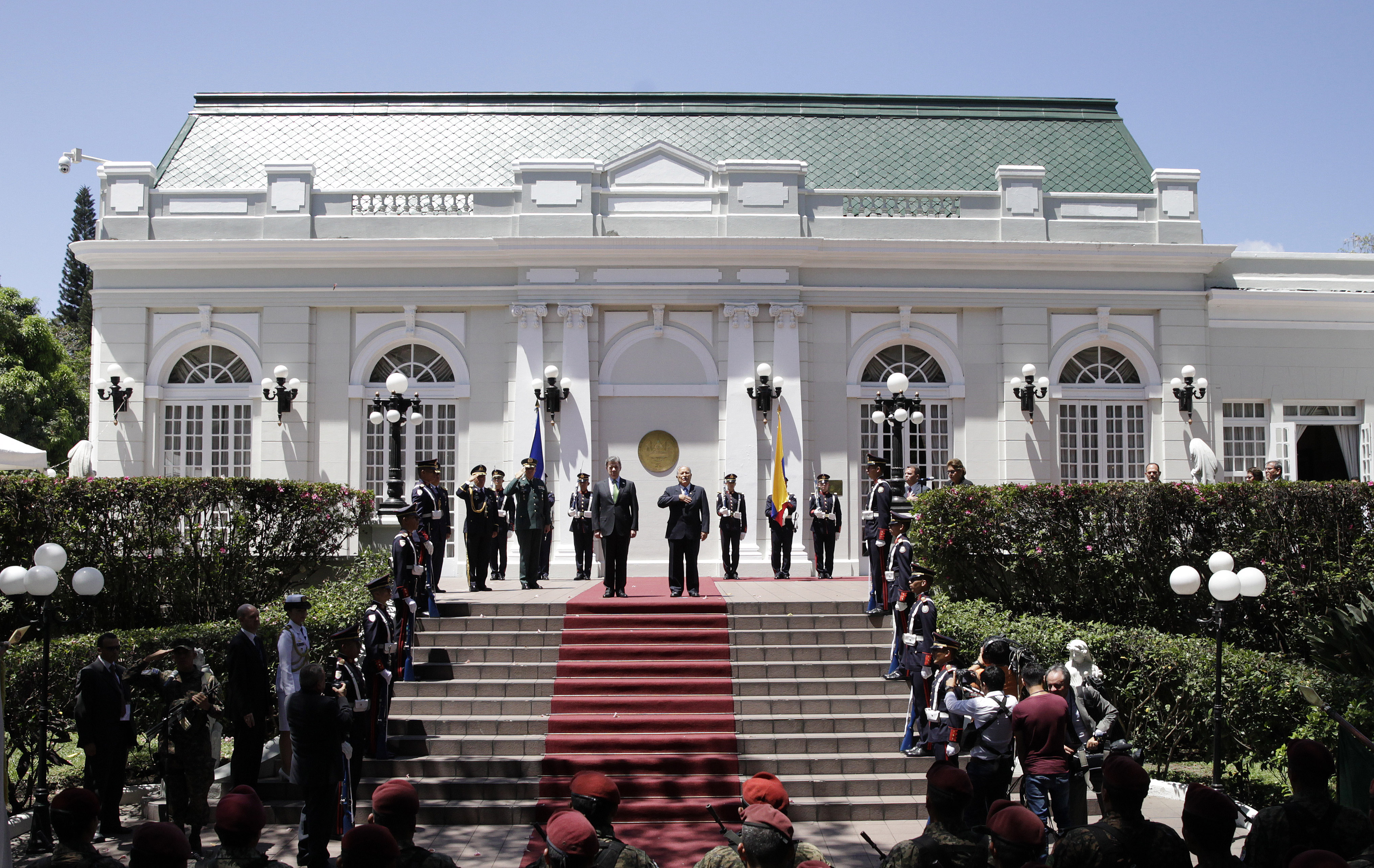
Acto oficial frente a Casa Presidencial durante la visita del Presidente de Colombia a El Salvador.

## Anteriores sedes presidenciales
En los primeros años de la República los mandatarios salvadoreños no tenían una residencia o despacho fijo, por lo que sus propias casas o casas alquiladas funcionaban como sedes del órgano Ejecutivo. Así, durante la presidencia del general Gerardo Barrios (1859-1863), se alquilaba una casa que era propiedad de Nela Calero; pero cuando Barrios fue derrocado y asumió la presidencia Francisco Dueñas (1863-1870), Nela reclamó la devolución de su casa. Por lo que el gobierno compró una casa de madera, lámina y bahareque ubicada entre la 6ª y 8ª calle oriente y la 6ª y 8ª avenida sur, que albergo oficinas superiores y que sirvió como alojamiento a varios mandatarios.
En la administración de Dueñas se construyó el primer Palacio Nacional, en terreno que había sido señalado por Barrios, que fue inaugurado el 19 de enero de 1870 y en el que el presidente tuvo su propio despacho. Ese inmueble fue destruido por un incendio el 19 de noviembre de 1889.
El 11 de septiembre de 1876, el presidente Rafael Zaldívar (1876-1885) decreto que el edificio del colegio militar, ubicado en la esquina sureste de la Plaza Mayor (hoy Plaza Libertad) y que fue construido en 1867 en el predio adonde se encontraba la residencia de los hermanos Aguilar, se convertiría en la residencia del mandatario de la nación. Así, en 1877 se trasladaron ahí la residencia presidencial y algunas oficinas del ejecutivo, por lo que a partir de entonces dicha edificación sería conocida como el Palacio del Poder Ejecutivo o la Casa Blanca. Su estructura constaba de cuatro niveles hechos de madera y lámina; y funcionó como el palacio del Ejecutivo hasta la administración del general Francisco Menéndez (1885-1890). El decreto con el que se convirtió en residencia presidencial dice:

Palacio Nacional:
San Salvador, setiembre 11 de 1876.
Teniendo presente que en varias capitales del Centro y Sud-América hay un edificio destinado para habitación particular del Presidente de la República: que por otra parte, en esta ciudad se ha dificultado encontrar una casa con las cualidades necesarias para aquel objeto, y CONSIDERANDO: que el Colegio Militar reune las condiciones de extensión, decencia y seguridad convenientes al elevado carácter del primer Magistrado de la República, el Supremo Gobierno ACUERDA: destinar para Palacio del Presidente de la República, el edificio conocido con el nombre de Colegio Militar. 
(Rubricado por el Sr. Presidente). El Sub-Secretario de Hacienda, P. Meléndez

En la Casa Blanca, el general Carlos Ezeta (1890-1894) derrocó al general Menéndez, quien falleció en el acto por un infarto fulminante, el 22 de junio de 1890. Luego de ello, se trasladó el despacho presidencial al Palacio Municipal de San Salvador en 1890, y luego al Cuartel de Artillería o Cuartel Quemado (nombre con el que era conocido debido a que desde la administración de Menéndez ocupaba las ruinas del primer Palacio Nacional) entre 1890 y 1898.
Al asumir como presidente el general Tomás Regalado, destinó como su residencia y despacho presidencial a la casa situada entre la 6ª y 8ª calle oriente y la 6ª y 8ª avenida sur. Dicha residencia presidencial fue destruida por un incendio que se desató a las 2 de la mañana del 4 de septiembre de 1901. Ese incendio también destruyó los edificios destinados a la Guardia de Honor Presidencial, la primera Brigada de Artillería, al Ministerio de Guerra y a la Secretaría privada de la presidencia; calculándose las pérdidas en 1 millón de colones y resultando dos soldados fallecidos y varios lesionados. A raíz de este siniestro, los edificios públicos fueron asegurados con polizas contra incendios.
Luego del incendio, Regalado trasladó a su familia provisionalmente a la Quinta Bolívar, propiedad de la familia Párraga, y luego a una casa que por 200 colones mensuales le alquiló Sara Bouineau. Mientras que las oficinas y despachos presidenciales fueron trasladadas a la Casa Blanca, donde estuvieron hasta 1911. La Casa Blanca acabó destruida por un incendio en 1918, cuando era ocupada por Dirección General de Correos.
A partir de las presidencias de Pedro José Escalón (1903-1907) y el general Fernando Figueroa (1907-1911), una casa ubicada en la calle Delgado y 8ª avenida norte de San Salvador era utilizada como residencia presidencial. Dicha morada se consolidó como tal desde la administración de Manuel Enrique Araujo (1911-1913) hasta la de Arturo Araujo en 1931, año que terminó derruida a raíz de los acontecimientos del golpe de Estado que depusieron a este mandatario.
El segundo y actual Palacio Nacional sería inaugurado en 1911, teniendo el mandatario su propia oficina conocida como Salón Amarillo, además del salón rojo donde se presentaban las credenciales de los embajadores hasta la administración del General Maximiliano Hernández Martínez.

### La ex Casa Presidencial del Barrio San Jacinto
13°41′00.69″N 89°11′33.57″O / 13.6835250, -89.1926583
El general Maximiliano Hernández Martínez, nuevo mandatario de la República que recibió el poder del Directorio cívico el 4 de diciembre de 1931, residió por un tiempo en las instalaciones del cuartel El Zapote, y en el mes de enero de 1932 se trasladó junto a su familia al cercano edificio que ocupaba la Escuela Normal de Varones en el barrio San Jacinto, que popularmente sería conocida como La Casona. Los años siguientes, también moraron Andrés Ignacio Menéndez, Osmín Aguirre y Salinas, y Salvador Castaneda Castro junto a sus familiares.
Precisamente, Castaneda Castro fue depuesto por un golpe de Estado en 1948, por lo que desde entonces, los presidentes ya no habitaron con sus familias en la Casa Presidencial, quedando ahí las oficinas y despachos del ejecutivo. En la colonia Escalón de San Salvador se adecuaría una casa que fue ocupada como Residencia Presidencial hasta la presidencia de Salvador Sánchez Cerén (2014-2019).
El 13 de enero de 2001, el país fue sacudido por uno de dos terremotos, el cual acabó dañando parcialmente la estructura. Debido a ello, el presidente Francisco Flores, decidió trasladarse a la Feria Internacional debido a la grave situación. Ese mismo año, el local del Ministerio de Relaciones Exteriores, antiguo Country Club, pasó a convertirse en la Casa Presidencial.

#### Construcción y habitaciones
El predio que ocupa La Casona fue adquirido por Manuel Enrique Araujo en 1911. Era conocido como Quinta Natalia, y allí estaba proyectada la construcción de la Escuela Normal de Maestros. Las obras iniciaron en 1913 bajo la dirección del ingeniero Luis Fleury y el arquitecto italiano Gino L. Zaccagna, pero debido a los terremotos de 1917 y 1919 resultó dañada, por lo que sería hasta el 9 de agosto de 1924 que entró en funciones. Tras el golpe de Estado de 1931 y una vez desocupado por los estudiantes, fue sometido a restauración por el ingeniero Augusto Baratta.
El diseño del edificio es austero y con estilo del Neoclasicismo francés. A través de los años, cada administración presidencial influyó en su estructura, pero sería en 1994, en la presidencia de Armando Calderón Sol, que fue sometida a remodelación. Desde el 2009, al final de la presidencia de Elías Antonio Saca, se ha mantenido como un lugar de exposiciones temporales.
La ex Casa Presidencial consta de dos niveles y contiene varios salones: Salón oval, vestíbulo del acceso principal; Salón Dr. José Matías Delgado, llamado Salón Diplomático para visitas de embajadores, diplomáticos, extranjeros e invitados de honor; Salón Gerardo Barrios, para reuniones con funcionarios gubernamentales; Salón de Honor, para eventos especiales; Salón Gral. Manuel José Arce o Salón Azul, para reuniones del presidente con el Gabinete de Gobierno; Despacho Oficial, oficina exclusiva para el presidente de la República; y Salón Juan Manuel Rodríguez, utilizado como comedor para invitados especiales.
Cabe agregar que en los salones se encuentran diversas obras del chileno Luis Vergara Ahumada, realizadas entre 1957 y 1959 con el asesoramiento del historiador Jorge Lardé y Larín, entre ellas: Primer Grito de Independencia, en Salón Dr. José Matías Delgado; Firma del Acta de Independencia, en Salón de Honor; y El Ocaso de un Sol, en Salón Gral. Manuel José Arce.
A partir del 15 de octubre de 2013, hasta su retiro unos ocho meses después, albergó la Pinacoteca Nacional de El Salvador: una muestra de 54 pinturas y 5 esculturas que forman parte de la Colección Nacional de Artes Visuales, que fue declarada bien cultural del país en el año 2003.